# Élections législatives biélorusses de 2004
Des élections législatives eurent lieu en Biélorussie le 17 octobre 2004. Il s'agissait d'élire les députés de la Chambre des représentants. La grande majorité des candidats retenus, 97 de 109, étaient des indépendants. Ces élections font suite à un référendum qui concernait la possibilité de donner au russe un statut d'égalité avec le biélorusse, si de nouveaux symboles nationaux devraient être adoptés, s'il devrait y avoir une intégration économique avec la Russie et si les modifications apportées la constitution devraient permettre des élections. Le taux de participation a été signalé à 91,04 % au premier tour.
Un total de 359 candidats ont contesté l'élection, les partis d'opposition affirmant que près de 40 % de leurs candidats n'ont pas été enregistrés. La délégation de l'OSCE note que plus de 80 % du temps, les médias (télévision, radio) étaient dédiés au président Alexandre Loukachenko au cours des cinq semaines précédant l'élection. Ils ont également pris note des préoccupations quant à l'indépendance de la Commission électorale et le manque de transparence lors du vote. Le gouvernement a également fermé 9 journaux indépendants dans le cadre des préparatifs des élections.

## Résultats
Le Parti des communistes de Biélorussie obtient 2 nouveaux sièges tandis que les indépendants remportent 4 nouveaux sièges au sein du Parlement.
| Parti                                                 | Nombre de députés  | Nombre de députés      |
| Parti                                                 | Candidats désignés | Nombre de députés élus |
| ----------------------------------------------------- | ------------------ | ---------------------- |
| Parti libéral-démocrate                               | 38                 | 1                      |
| Parti civique unifié                                  | 37                 | 0                      |
| Parti FPB                                             | 30                 | 0                      |
| Parti communiste du Bélarus                           | 8                  | 8                      |
| Biélorusse Parti de gauche « Foire mondiale »         | 30                 | 0                      |
| Parti social-démocrate biélorusse (Hramada)           | -                  | -                      |
| Parti républicain du Travail et de la Justice         | 0                  | 0                      |
| Parti patriotique biélorusse                          | 0                  | 0                      |
| Parti biélorusse "vert"                               | 0                  | 0                      |
| Parti chrétien conservateur - FPB                     | 0                  | 0                      |
| Parti « Hramada social biélorusse démocratique»       | 11                 | 0                      |
| Parti social-démocrate Accord populaire               | 4                  | 0                      |
| Parti républicain                                     | 3                  | 0                      |
| Parti agraire                                         | 3                  | 3                      |
| Parti social biélorusse et des sports                 | 0                  | 0                      |
| Le Parti de la liberté et le progrès                  | 0                  | 0                      |
| Parti de la Démocratie chrétienne bélarussienne       | 0                  | 0                      |
| Parti biélorusse des travailleurs                     | 0                  | 0                      |
| Parti social-démocrate biélorusse (Narodnaya Gramada) | 28                 | 0                      |